# Filialkirche Gedersdorf

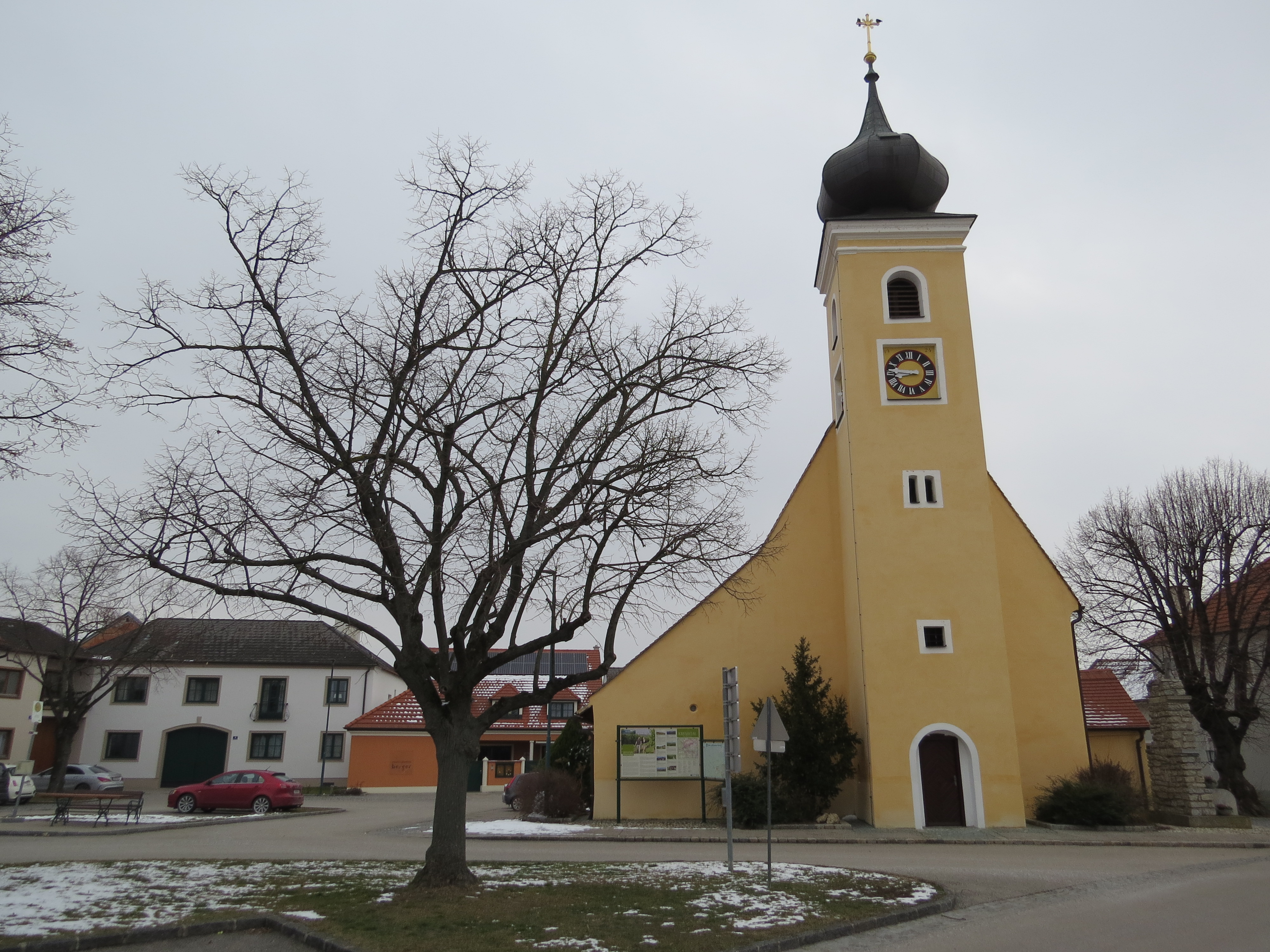
Katholische Filialkirche Hll. Philipp und Jakobus in Gedersdorf

Die Filialkirche Gedersdorf steht mittig in einem kleinen angerartigen Platz in der Gemeinde Gedersdorf im Bezirk Krems-Land in Niederösterreich. Die dem Patrozinium Philippus und Jakobus unterstellte römisch-katholische Filialkirche gehört zum Dekanat Krems in der Diözese St. Pölten. Die Kirche steht unter Denkmalschutz (Listeneintrag).

## Geschichte
Im 13. und 14. Jahrhundert war sie ein Vikariat der Pfarre Krems. 1316 wurde ein Pfarrer genannt. Im 16. Jahrhundert war die Kirche protestantisch. Im Jahr 1759 eine Filiale der Pfarrkirche Rohrendorf wurde die Kirche 1783 eine Filiale der Pfarrkirche Brunn im Felde. 1903 erfolgte eine Renovierung.

## Architektur
Der spätgotische Saalbau hat ein Langhaus unter einem geknickten nordseitig tief heruntergezogenen Satteldach und einen vorgestellten Westturm, der Chor hat Strebepfeiler mit beidseits niedrigen Anbauten mit geböschten Stützpfeilern.

## Ausstattung
Der Hochaltar aus 1782 ist eine pilaster- und volutengegliederte Ädikularetabel mit einem geknickten Segmentbogenabschluss. Die Orgel mit 5 Registern wurde von Zachistal & Capek gebaut.
Eine Glocke nennt 1783.

## Grabdenkmäler
- Wappengrabstein der Familie Huetstocker aus dem 17. Jahrhundert.